# Plectorhinchus playfairi
Plectorhinchus playfairi és una espècie de peix de la família dels hemúlids i de l'ordre dels perciformes.

## Morfologia
Els mascles poden assolir els 90 cm de longitud total.

## Distribució geogràfica
Es troba des del Mar Roig i el sud d'Oman fins a Sud-àfrica i Madagascar.